# Elecciones vicepresidenciales de Ecuador de 1903
Elección del vicepresidente constitucional de la república al concluirse el periodo constitucional de Carlos Freile Zaldumbide.

## Candidatos
| Partido | Partido                     | Vicepresidente           | Cargos Previos                                  |
| ------- | --------------------------- | ------------------------ | ----------------------------------------------- |
|         | Partido Liberal del Ecuador | Alfredo Baquerizo Moreno | Ministro de Relaciones Exteriores (1901 - 1902) |

- No hay datos de los resultados de la votación popular, Alfredo Baquerizo Moreno resultó elegido.

Fuente: